# 東平尾公園博多之森球技場
東平尾公園博多之森球技場（日语：東平尾公園博多の森球技場）在福岡縣福岡市博多區的東平尾公園內的球場。建設皆為福岡市所有，由福岡市森林綠地建設協會進行營運管理。
日本職業足球聯賽的福岡黃蜂、日本橄欖球頂級聯賽的九州電力九電電技以此作為主要球場。
此球場亦是2019年世界杯橄榄球赛的其中一個比賽場地。

## 重要比賽
J聯盟、日本橄欖球頂級聯賽等聯賽之固定比賽將不計算在內。
- 1995年8月22日-9月2日 - 1995年夏季世界大學運動會足球競賽[1]
- 1996年5月29日 - 1996年麒麟盃足球賽・日本対墨西哥（至今為一一場的日本國家隊正式比賽）[備註 1]）
- 1998年11月19日 - J1参入決定戦1回戦・福岡黃蜂對川崎前鋒
- 2004年12月4日 - J1・J2升降級戰第1戰・福岡黃蜂對柏太陽神
- 2006年12月9日 - J1・J2升降級戰第2戰・福岡黃蜂對神戶勝利船
- 2009年6月17日・6月21日 - U20世界青年橄欖球錦標賽順位決定戰（每日2場比賽、共計4場）[2]
- 2010年11月7日 - 第89屆全國高等學校足球選手權大会福岡大會決勝・九州國際大學附屬高中對東福岡高中

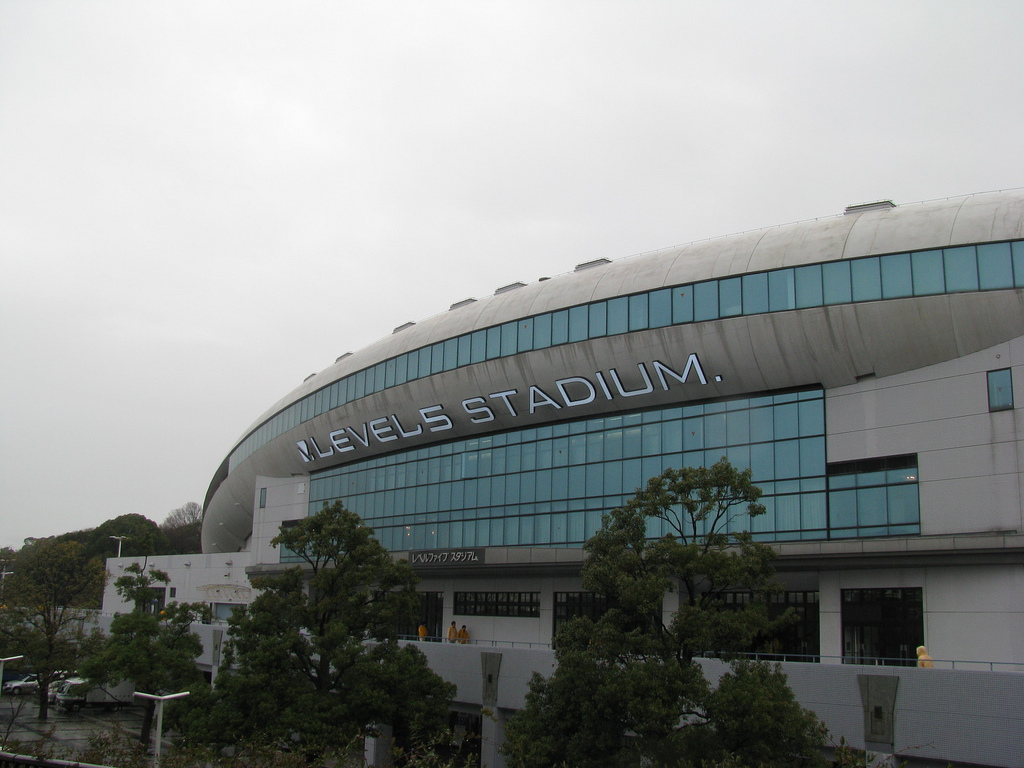
體育場外觀

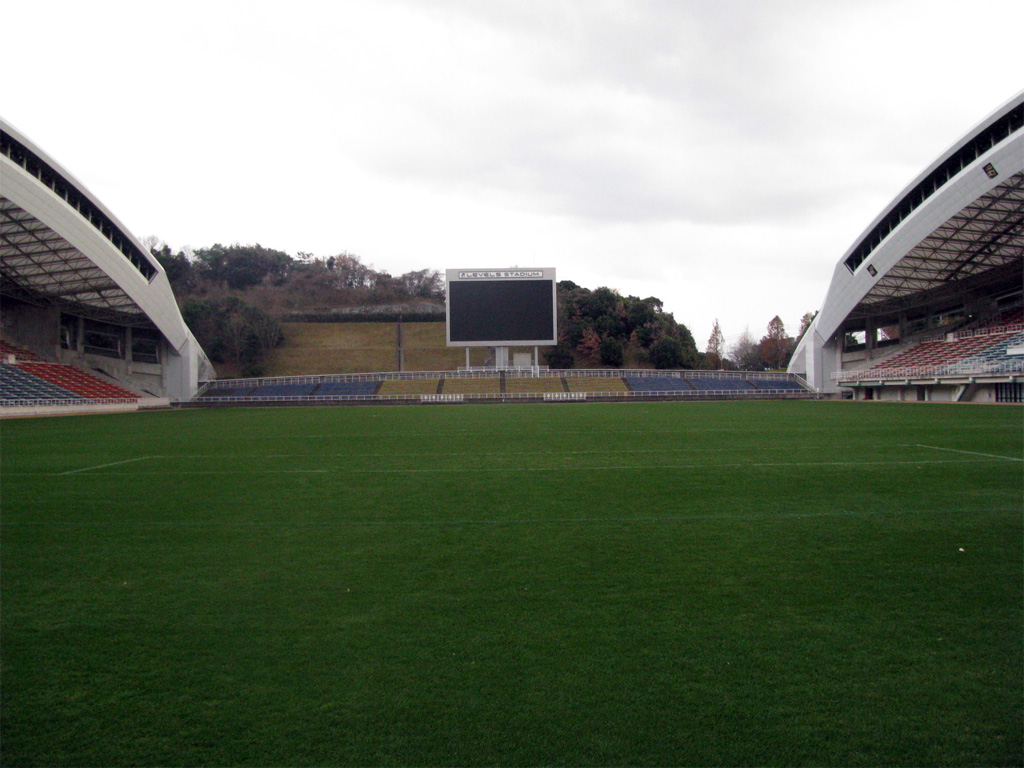
體育場側面

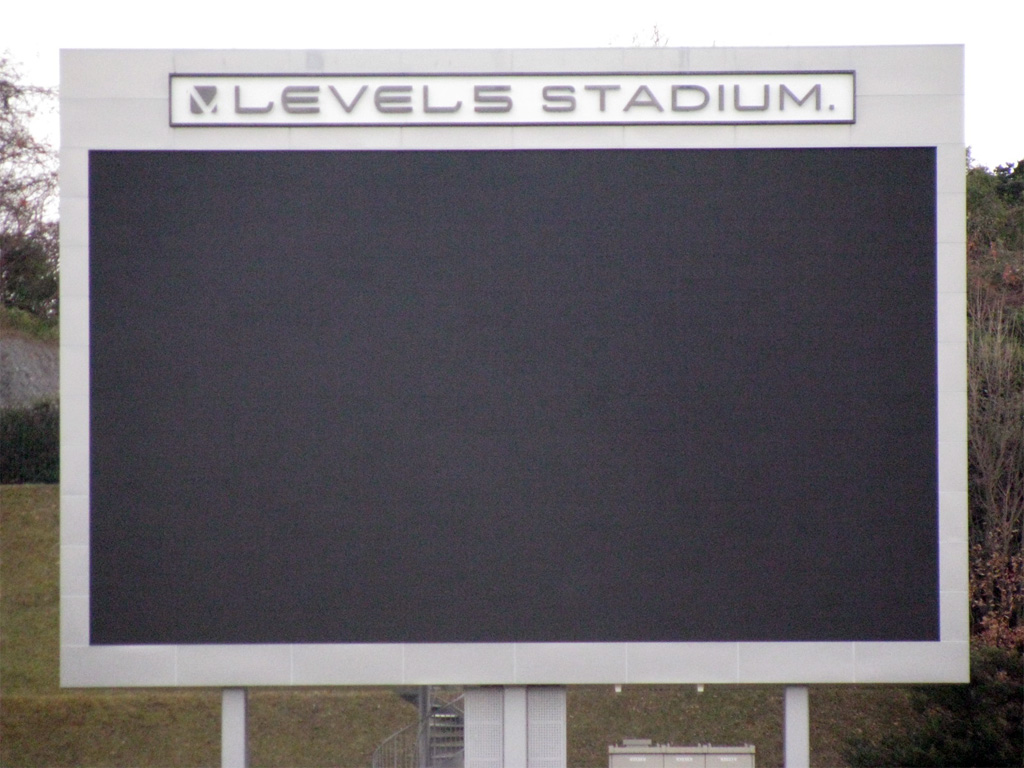
大型映像裝置

## 交通方式
- 從福岡機場搭乘福岡市營地下鐵至福岡機場車站，之後約25分的步行路程
- 西鐵巴士
  - 搭乘【西鐵巴士二日市#空港循環線 3】從「福岡機場前」公車站（地鐵福岡機場車站4號出口前）至「宇美營業所」，再搭乘【西鐵巴士二日市#福岡LUCLE線 無番】從「永旺福岡商場」至「東平尾公園入口」的公車站下車
- 博多客運站第14號公車站（博多車站前）搭乘西鐵巴士【西日本鐵道宇美自動車營業所#坂瀨線 39B】從「雲雀丘」至「東平尾公園入口」公車站下車
- J聯盟比賽時，在「天神（日銀前）發博多巴士總站經由」和「福岡空港前」的公車站會有接駁車可以搭乘（去程將停靠球場正門、回程從「東平尾公園入口」公車站發車）。

## 外部連結
- （日語） 福岡市 東平尾公園（財団法人福岡市森と緑のまちづくり協会） （页面存档备份，存于）
- （日語） 球技場案内 - 福岡黃蜂 （页面存档备份，存于）
- YokaNavi 福岡観光案内 （页面存档备份，存于）
- （日語） 世界杯橄榄球赛2019開催都市 福岡県・福岡市